# ワイト島音楽祭
ワイト島音楽祭（The Isle of Wight Festival、アイル・オヴ・ワイト・フェスティバル）は、イングランド南岸にあるワイト島で行われている野外音楽フェスティバルである。元々は1968年から1970年にかけてフォード・ファーム（ゴッドシル近郊）、ウットン、アフトンダウン（フレッシュウォーター近郊）でそれぞれ行われた音楽祭で、2002年に復活した。

## 概要
1970年の第3回ワイト島音楽祭には、ザ・フー、ドアーズ、ジミ・ヘンドリックス、ジョニ・ミッチェル、マイルス・デイヴィス、ジェスロ・タル、ムーディー・ブルース、レナード・コーエン、ジョーン・バエズ、ジョン・セバスチャンなどが出演した
。第3回の模様を撮影したドキュメンタリー映画『Message to Love: The Isle of Wight Festival 1970』は1997年になって公開された。同音楽祭はこの時期のものとしては非常に大規模なもので、数十万人の観客が参加したとされる。
この音楽祭はニューポート郊外のレクリエーション施設シークローズ公園で、2002年に復活した。この年から毎年開催され、シークローズ公園に留まらず島内各地で開催されている。

## オリジナルの音楽祭

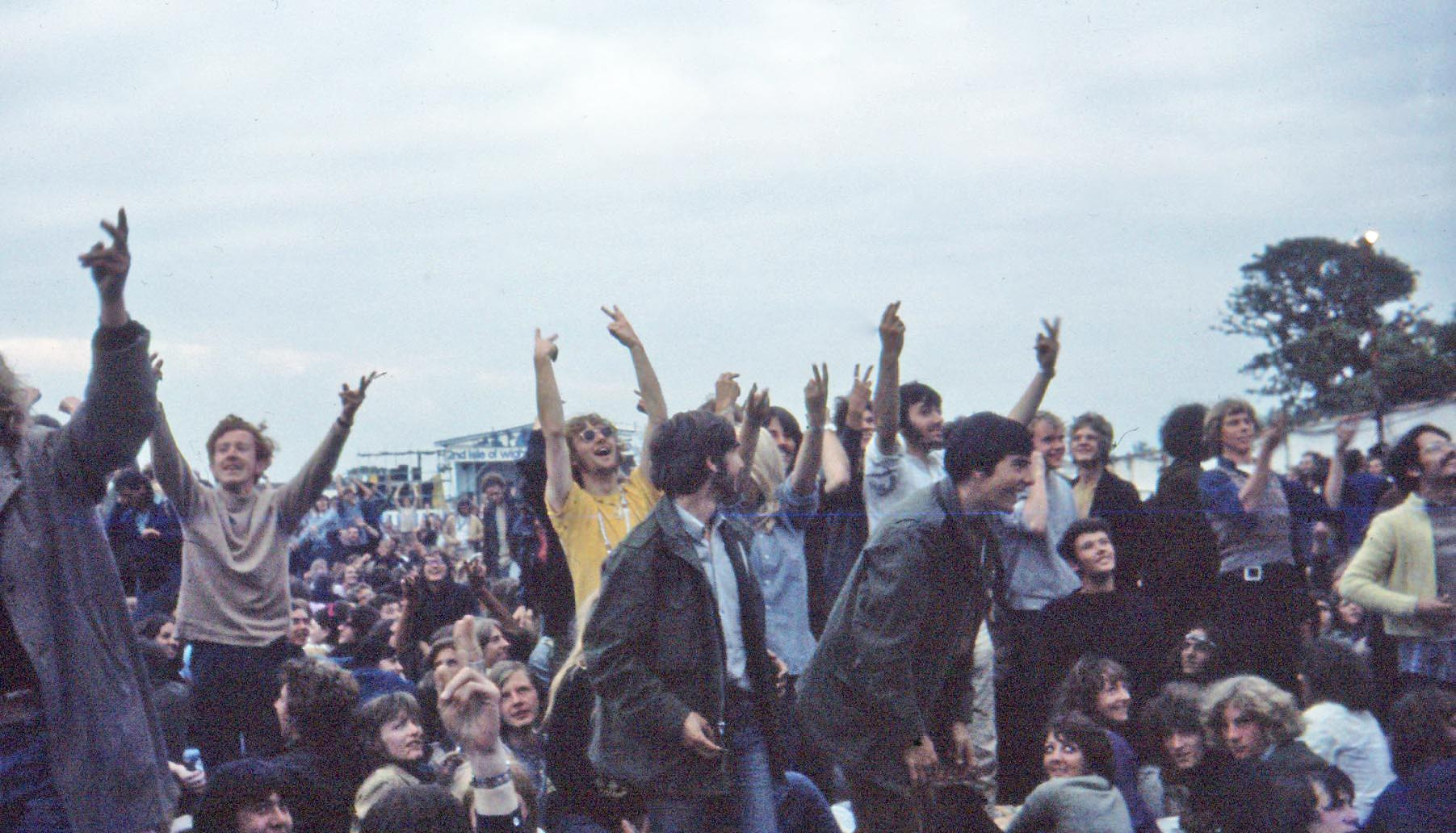
1969年のワイト島音楽祭

### 1968年
第1回ワイト島音楽祭 (Isle of Wight Festival)
開催日：1968年8月31日 - 9月1日 観客数：1万人
ラインナップ
- ヘッドライナー: ジェファーソン・エアプレイン
- アーサー・ブラウン、ザ・ムーブ、スマイル、ティラノザウルス・レックス、エインズレー・ダンバー・レタリエイション、プラスティック・ペニー、フェアポート・コンヴェンション、プリティ・シングス[2]

### 1969年
第2回ワイト島音楽祭 (Isle of Wight Festival 1969)
開催日：1969年8月30日 - 31日 観客数：15万人
ラインナップ
- ボブ・ディラン、ザ・バンド、ナイス、プリティ・シングス、マーシャ・ハント、ザ・フー、サード・イアー・バンド、ボンゾ・ドッグ・ドゥー・ダー・バンド、ファット・マットレス、ジョー・コッカー[1]（観客席にはジョン・レノン、オノ・ヨーコ、ジョージ・ハリスン、パティ・ボイド、リンゴ・スター、キース・リチャーズ、ジェーン・フォンダらの有名人がいた）[1]

### 1970年
第3回ワイト島音楽祭 (Isle of Wight Festival 1970)
開催日：1970年8月26日 - 30日 観客数：60万人
ラインナップ
- ジミ・ヘンドリックス、マイルス・デイヴィス、ジェスロ・タル、テン・イヤーズ・アフター、シカゴ、ドアーズ、ライトハウス、ザ・フー、エマーソン・レイク・アンド・パーマー、ムーディー・ブルース、ジョーン・バエズ、フリー、ジョニ・ミッチェル、レナード・コーエン、クリス・クリストファーソン、ドノヴァン、ジョン・セバスチャン、テリー・リード、テイスト、ショーン・フィリップス[3]

## 復活後の音楽祭
| タイトル                 | 開催日  | 主な出演者                                                                                               |
| ------------------------ | ------- | --- |
| ロック島2002             | 6月3日  | シャーラタンズ、ロバート・プラント                                                                       |
| ワイト島音楽祭2003       | 6月14日 | ポール・ウェラー、Starsailor                                                                             |
| ワイト島音楽祭2003       | 6月15日 | ブライアン・アダムス、カウンティング・クロウズ、ザ・ダークネス                                           |
| ノキアワイト島音楽祭2004 | 6月11日 | ステレオフォニックス、グルーヴ・アルマダ                                                                 |
| ノキアワイト島音楽祭2004 | 6月12日 | ザ・フー、マニック・ストリート・プリーチャーズ                                                           |
| ノキアワイト島音楽祭2004 | 6月13日 | デヴィッド・ボウイ、シャーラタンズ                                                                       |
| ノキアワイト島音楽祭2005 | 6月10日 | フェイスレス、レイザーライト                                                                             |
| ノキアワイト島音楽祭2005 | 6月11日 | ロキシー・ミュージック、トラヴィス、フィーダー                                                           |
| ノキアワイト島音楽祭2005 | 6月12日 | R.E.M.、スノウ・パトロール                                                                               |
| ノキアワイト島音楽祭2006 | 6月9日  | プロディジー、プラシーボ                                                                                 |
| ノキアワイト島音楽祭2006 | 6月10日 | フー・ファイターズ、プライマル・スクリーム                                                               |
| ノキアワイト島音楽祭2006 | 6月11日 | コールドプレイ、リチャード・アシュクロフト                                                               |
| ワイト島音楽祭2007       | 6月8日  | スノウ・パトロール、グルーヴ・アルマダ                                                                   |
| ワイト島音楽祭2007       | 6月9日  | ミューズ、カサビアン                                                                                     |
| ワイト島音楽祭2007       | 6月10日 | ローリング・ストーンズ、キーン                                                                           |
| ワイト島音楽祭2008       | 6月13日 | カイザー・チーフス、N.E.R.D                                                                              |
| ワイト島音楽祭2008       | 6月14日 | セックス・ピストルズ、イアン・ブラウン                                                                   |
| ワイト島音楽祭2008       | 6月15日 | ポリス、ザ・クークス                                                                                     |
| ワイト島音楽祭2009       | 6月12日 | プロディジー、ベースメント・ジャックス、ペンデュラム、ザ・ティン・ティンズ                               |
| ワイト島音楽祭2009       | 6月13日 | ステレオフォニックス、レイザーライト、マキシモ・パーク                                                   |
| ワイト島音楽祭2009       | 6月14日 | ニール・ヤング、ピクシーズ、シンプル・マインズ                                                           |
| ワイト島音楽祭2010       | 6月11日 | ジェイ・Z、フローレンス・アンド・ザ・マシーン                                                            |
| ワイト島音楽祭2010       | 6月12日 | ザ・ストロークス、ブロンディ                                                                             |
| ワイト島音楽祭2010       | 6月13日 | ポール・マッカートニー、P!NK                                                                             |
| ワイト島音楽祭2011       | 6月10日 | キングス・オブ・レオン、カイザー・チーフス                                                               |
| ワイト島音楽祭2011       | 6月11日 | フー・ファイターズ、パルプ                                                                               |
| ワイト島音楽祭2011       | 6月12日 | カサビアン、ビーディ・アイ                                                                               |
| ワイト島音楽祭2012       | 6月22日 | トム・ペティ、エルボー                                                                                   |
| ワイト島音楽祭2012       | 6月23日 | パール・ジャム、ビッフィ・クライロ                                                                       |
| ワイト島音楽祭2012       | 6月24日 | ブルース・スプリングスティーン、ノエル・ギャラガー                                                       |
| ワイト島音楽祭2013       | 6月14日 | ザ・ストーン・ローゼズ、ポール・ウェラー                                                                 |
| ワイト島音楽祭2013       | 6月15日 | ザ・キラーズ、ブロック・パーティ                                                                         |
| ワイト島音楽祭2013       | 6月16日 | ボン・ジョヴィ、ザ・スクリプト                                                                           |
| ワイト島音楽祭2014       | 6月13日 | ビッフィ・クライロ、カルヴィン・ハリス、トム・オデール、ケイティ・B                                      |
| ワイト島音楽祭2014       | 6月14日 | レッド・ホット・チリ・ペッパーズ、スペシャルズ、The 1975                                                 |
| ワイト島音楽祭2014       | 6月15日 | キングス・オブ・レオン、スウェード、フォール・アウト・ボーイ、トラヴィス、ザ・ホラーズ、ザ・ストライプス |

## ギャラリー

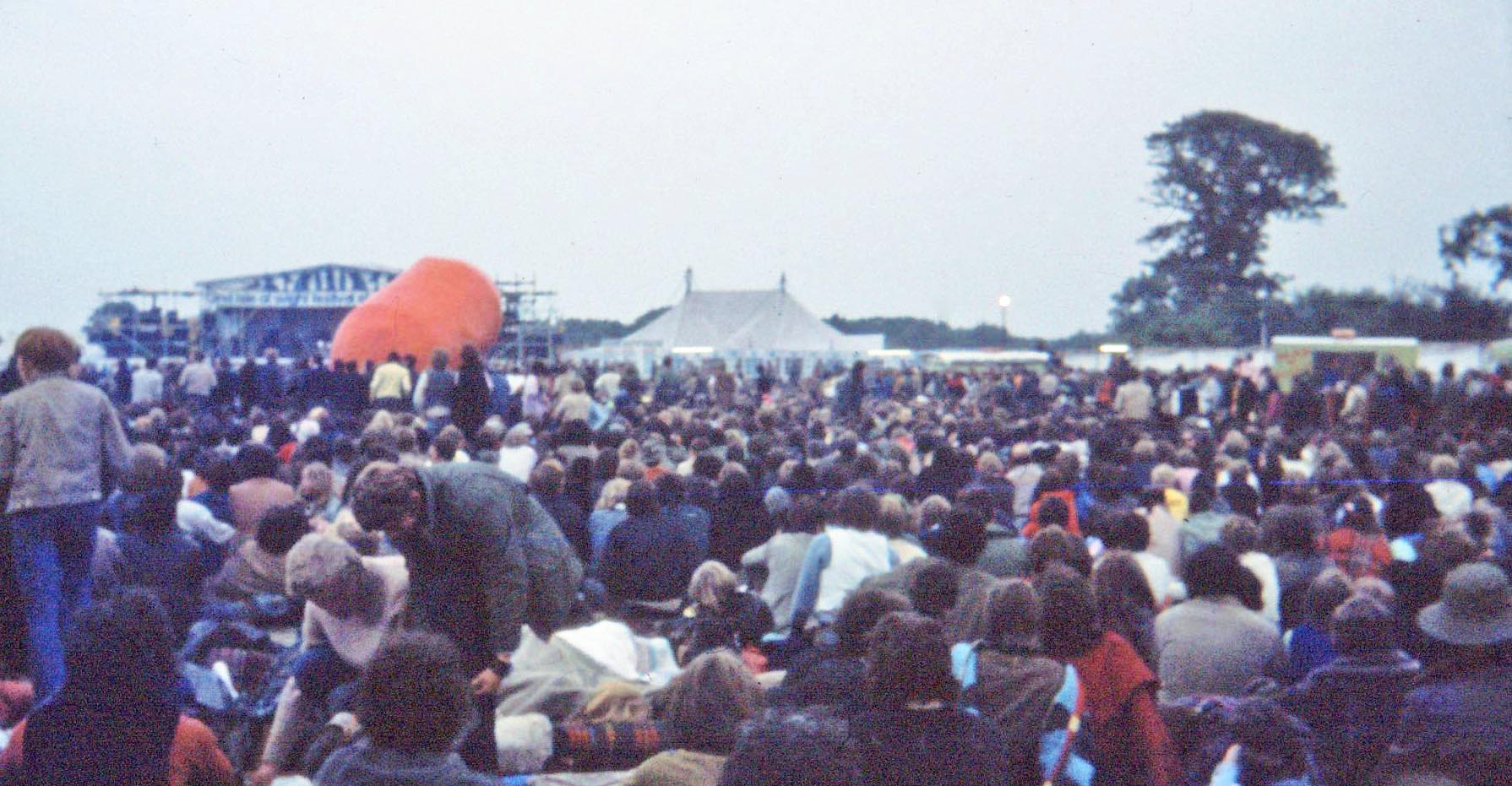
1969
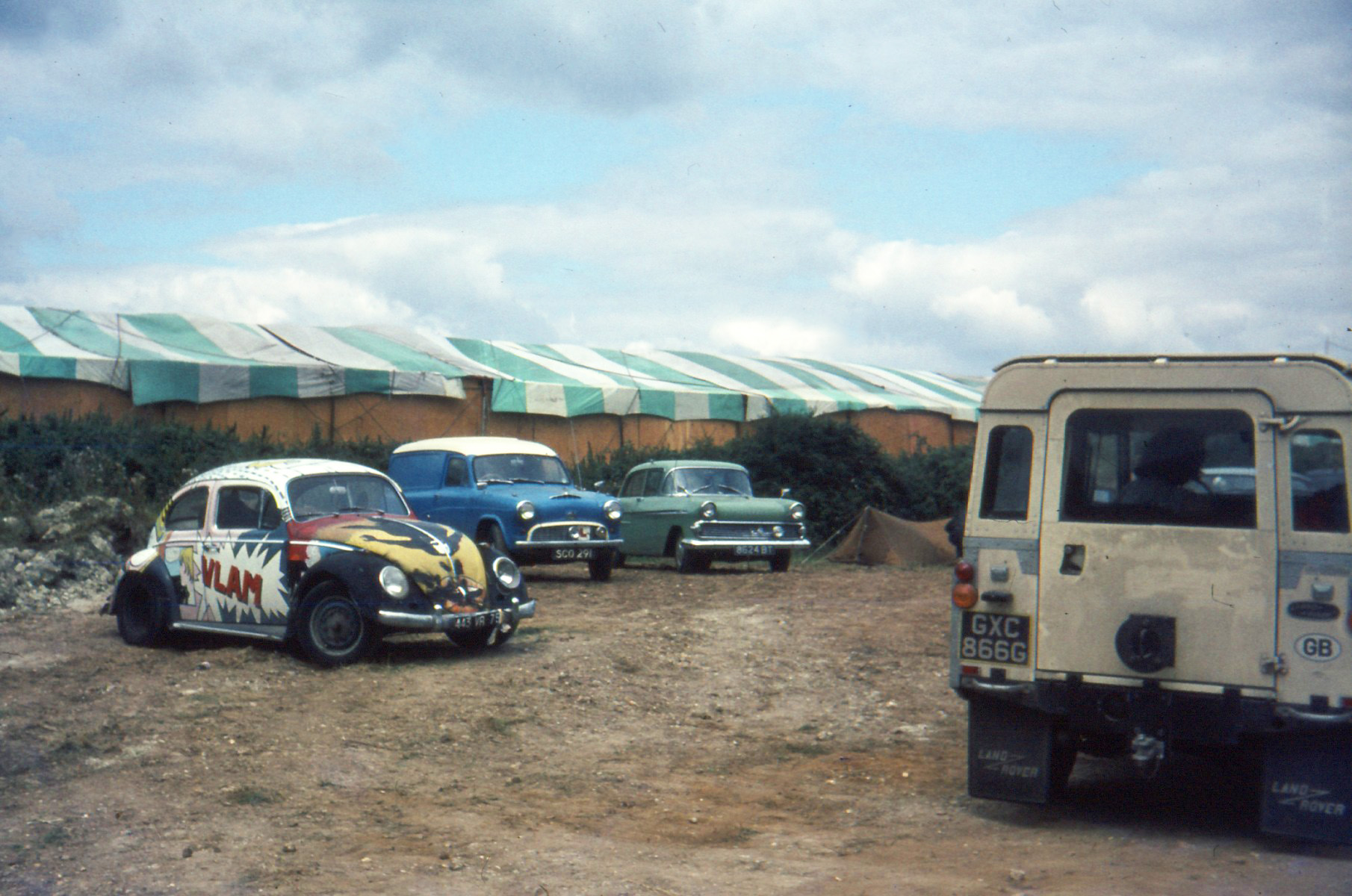
1969
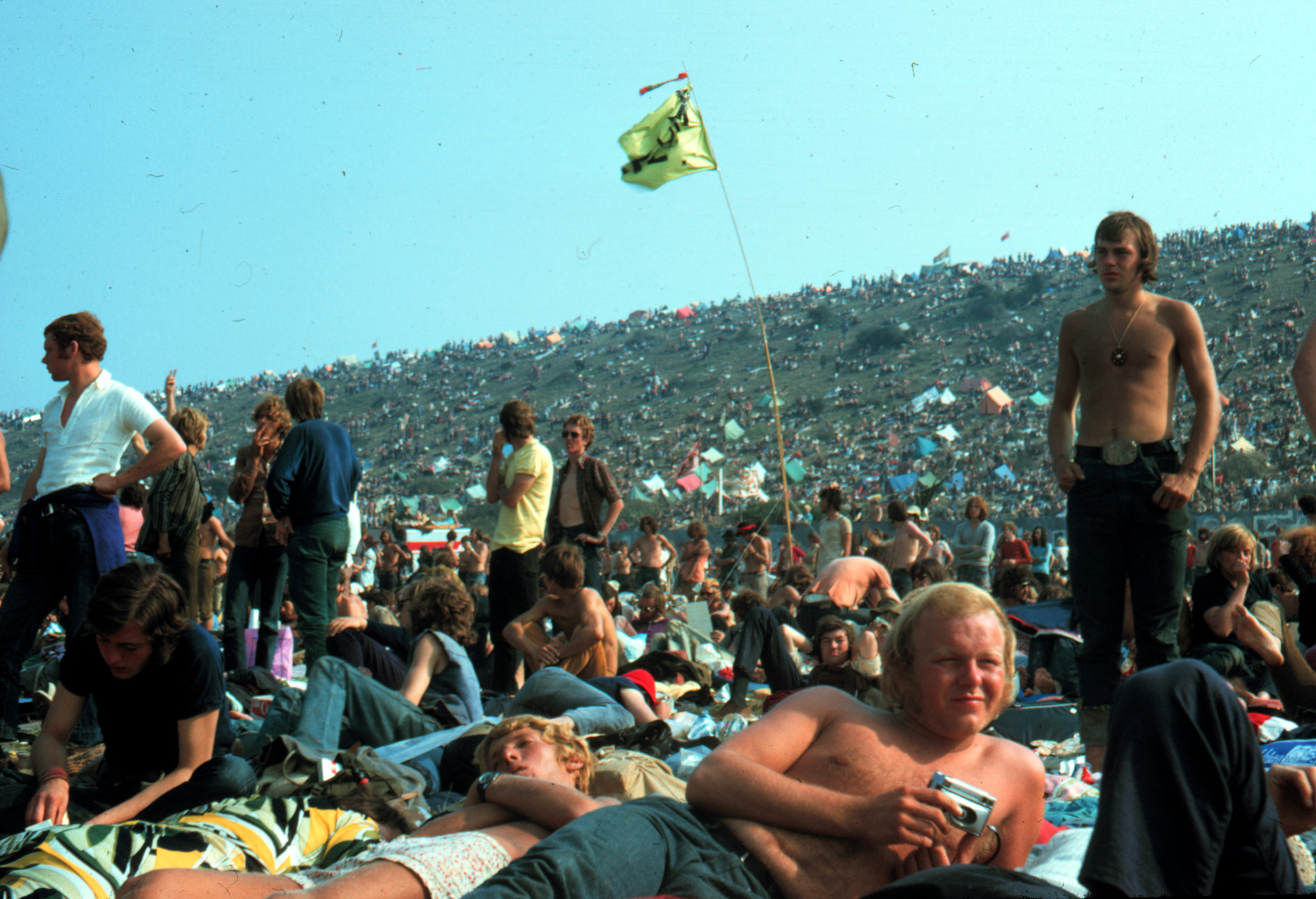
1970
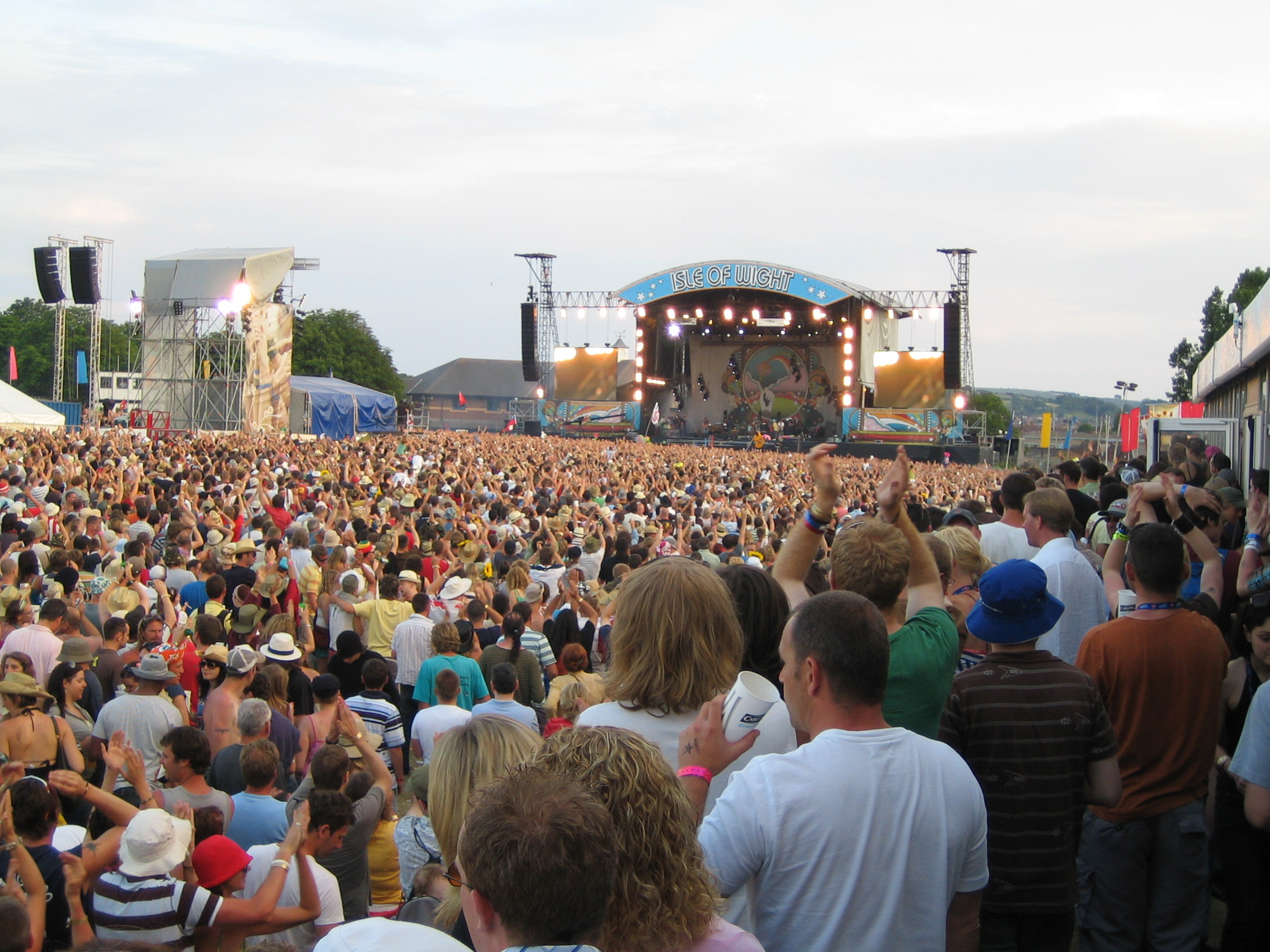
2006
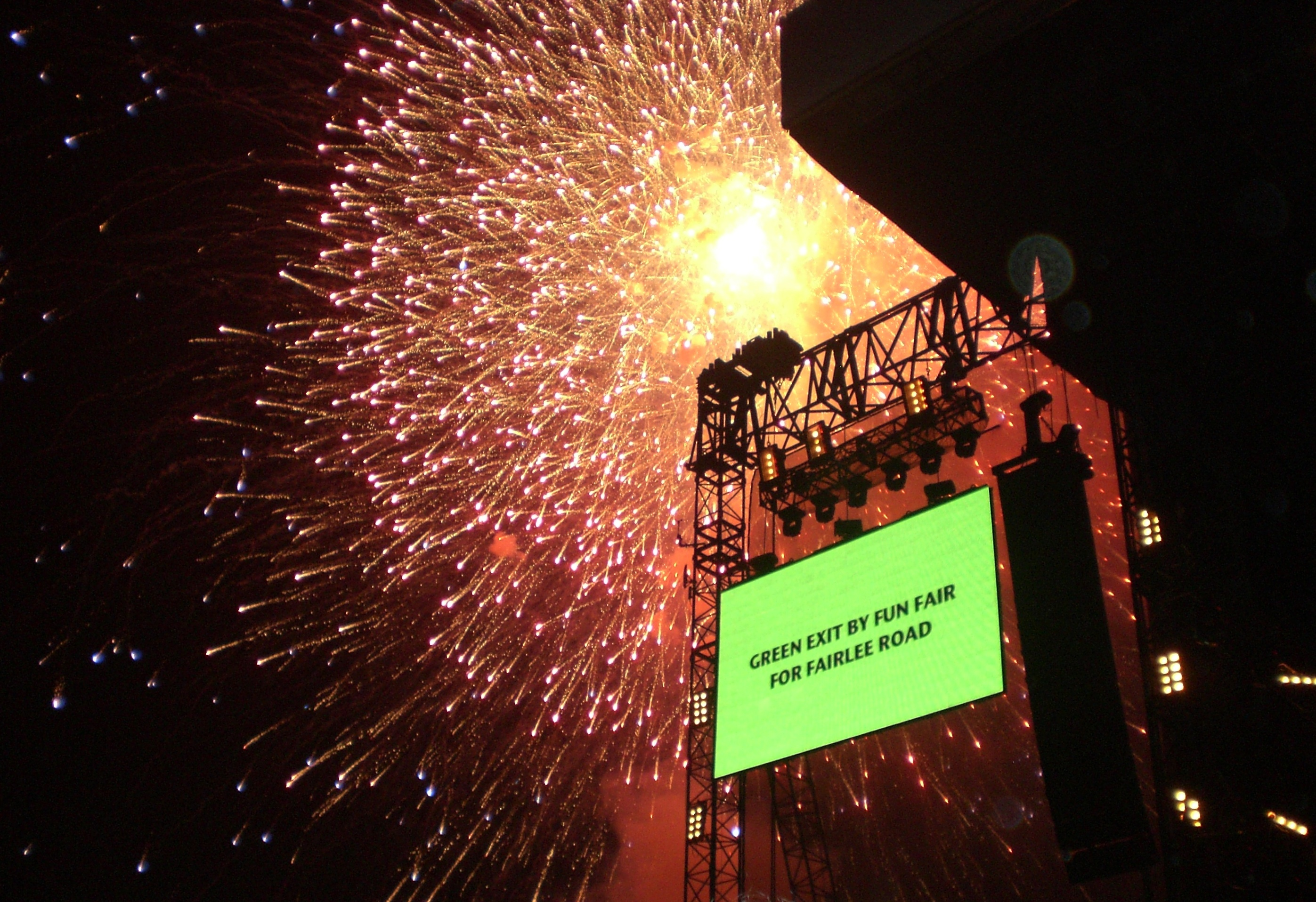
2007
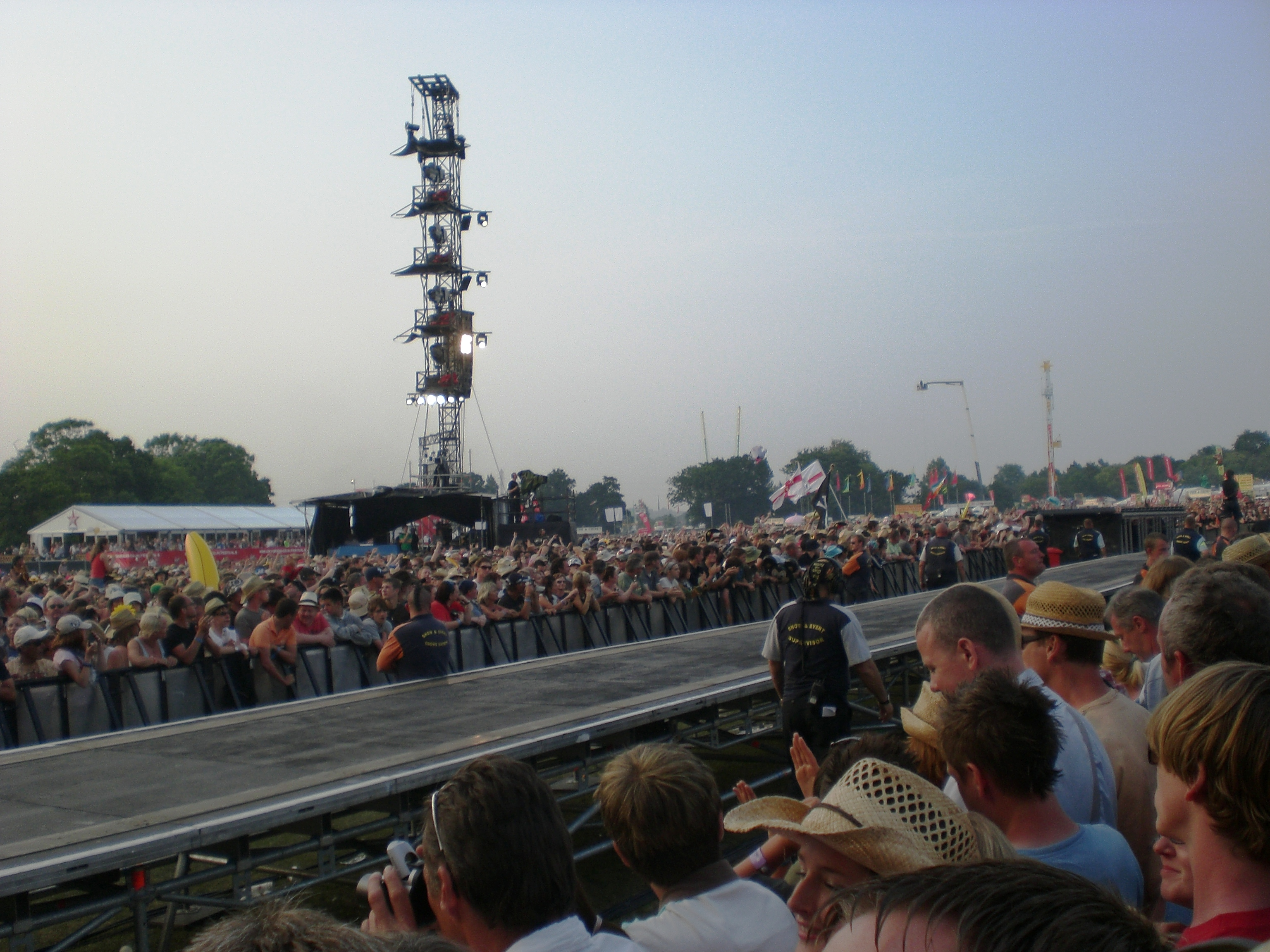
2007
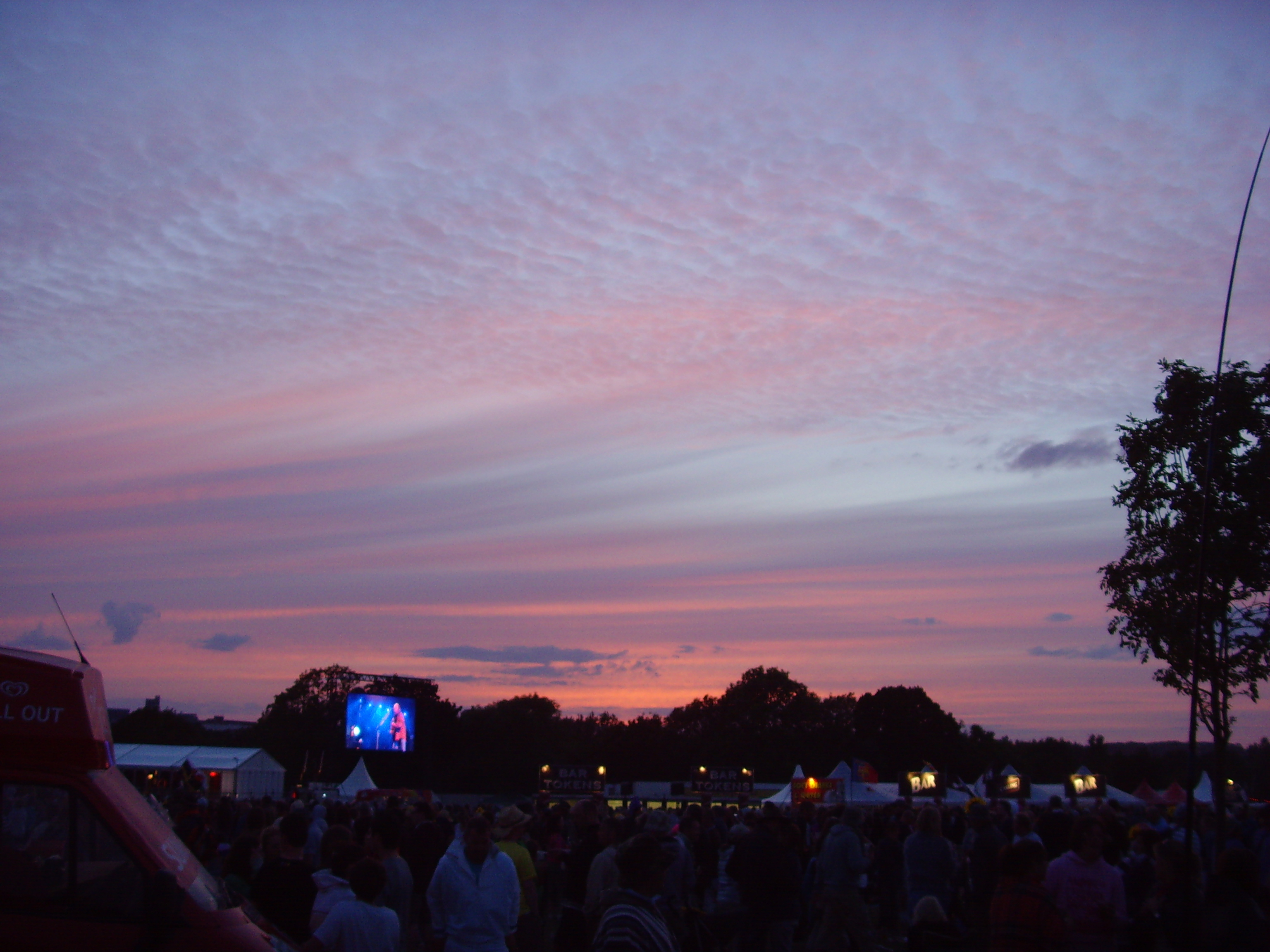
2009
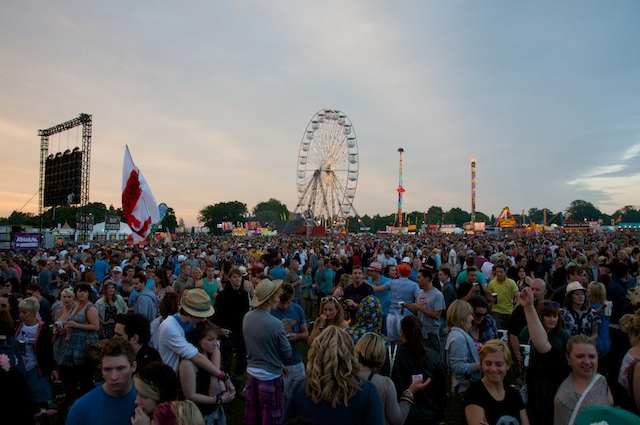
2010
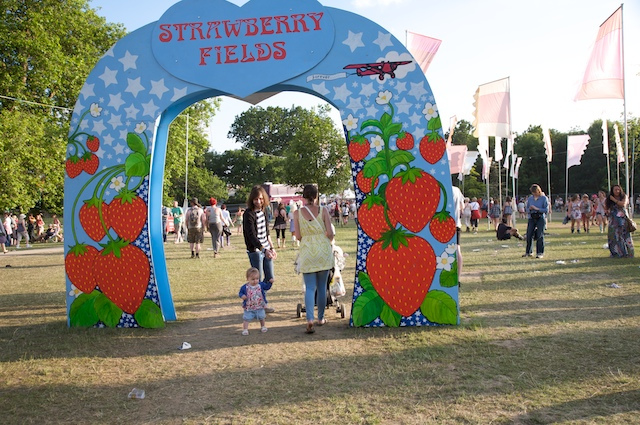
2010
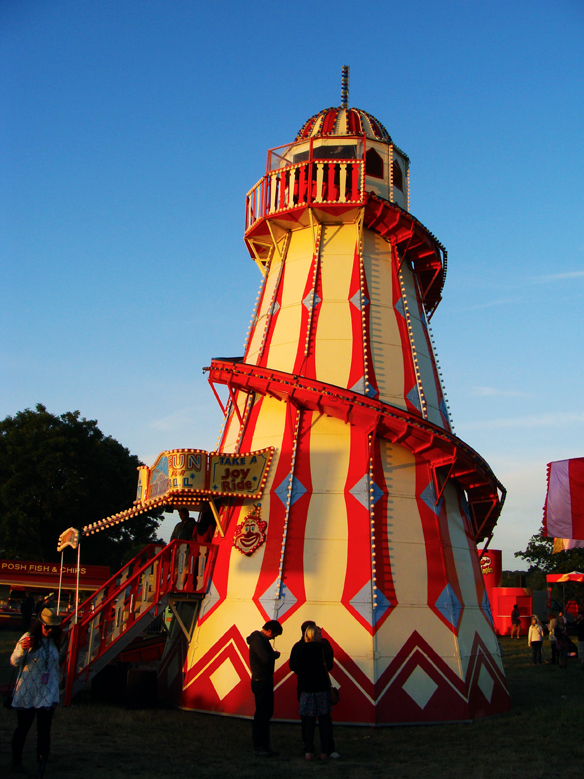
2011
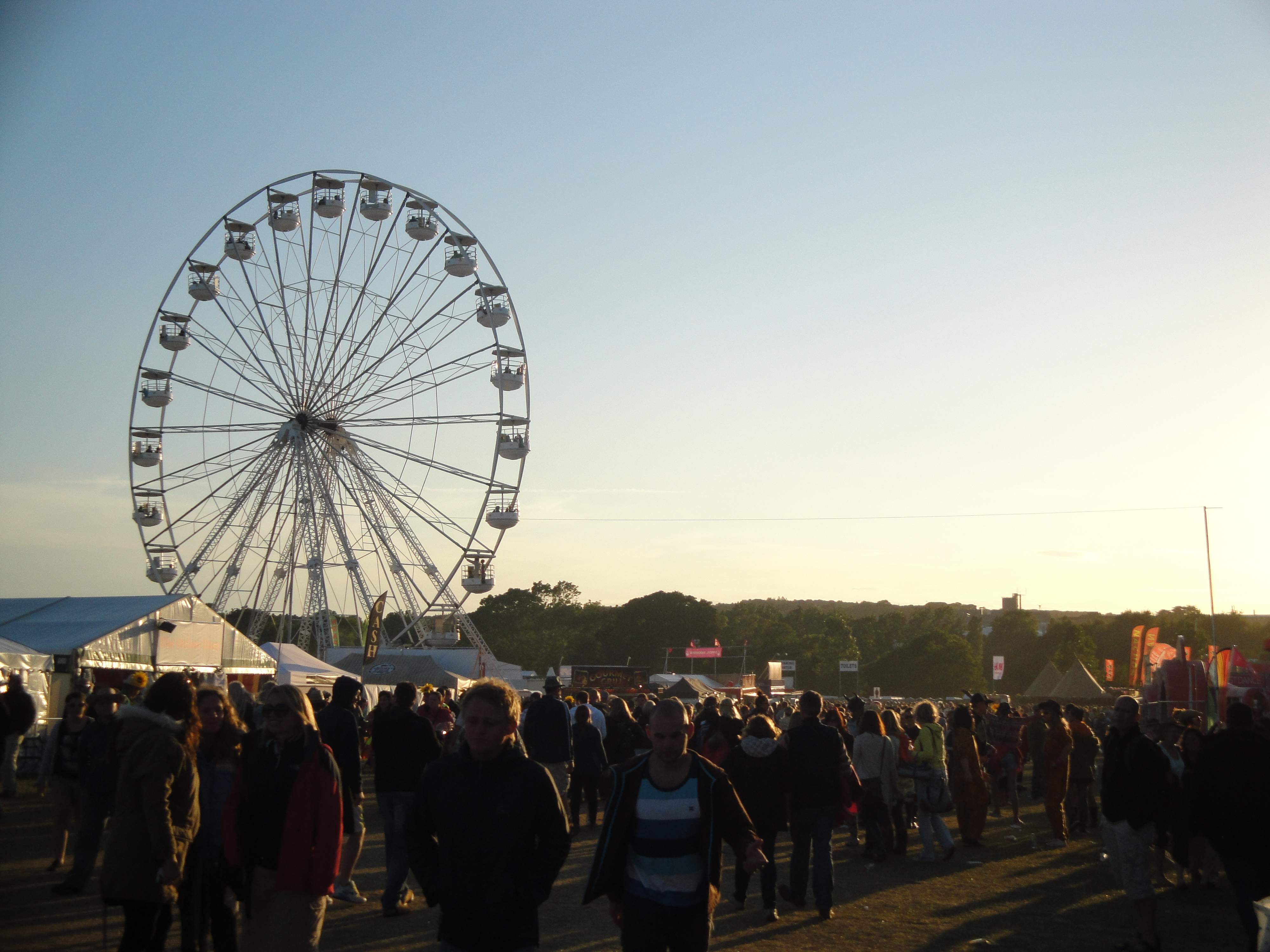
2011
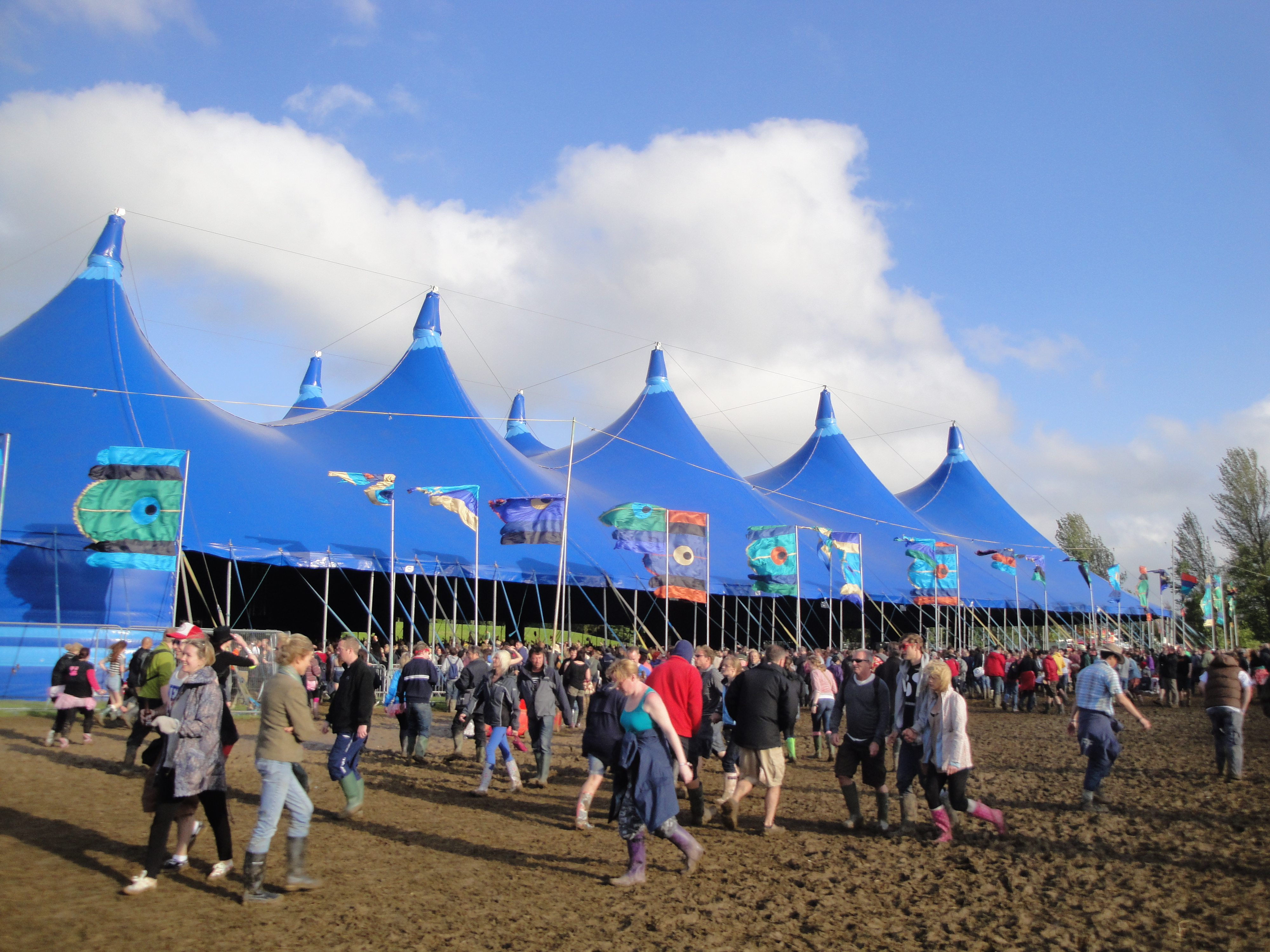
2012